# Władysław Weker
Władysław Weker ps. „Franciszek”, „Sylwester” (ur. 10 listopada 1909 w  Rydze, zm. 24 maja 2000 w Warszawie) – podporucznik Wojska Polskiego, członek Organizacji Wojskowej Związek Jaszczurczy i Narodowych Sił Zbrojnych (NSZ).

## Życiorys
Był synem Władysława i Marii z domu Sawickiej.
W 1929 ukończył Gimnazjum im. Jana Zamoyskiego w Warszawie, następnie (1939) studia w Szkole Głównej Handlowej. Był filistrem korporacji akademickiej Welecja, m.in. jej skarbnikiem i tzw. oldermanem.
Niedługo po rozpoczęciu okupacji niemieckiej, 4 stycznia 1940 został aresztowany przez Gestapo i uwięziony na Pawiaku. Po wyjściu na wolność, działał w wywiadzie Związku Jaszczurczego i NSZ, sprawował funkcję szefa Biura Fałszerstw Komendy Głównej Organizacja Wojskowa Związek Jaszczurczy, a następnie NSZ. Prowadził je aż do wybuchu powstania warszawskiego. Dzięki pełnionej funkcji wyrobił fałszywe papiery konferansjerowi Fryderykowi Jarossemu.
Podczas powstania warszawskiego był dowódcą plutonu (nazwanego od jego pseudonimu plutonem „Sylwestra”) walczącego na Woli w ramach najpierw oddziału NSZ dowodzonego przez mjr Stanisława Szymańskiego (pseud. Szeptycki), następnie Batalionu „Chrobry I” i Starym Mieście, gdzie jego oddział został podporządkowany dowódcy Batalionu im. W. Łukasińskiego. Po wojnie mieszkał w Jeleniej Górze. Pracował w Zjednoczeniu Energetycznym, „Metalexporcie” oraz w Jeleniogórskich Zakładach Optycznych, Jeleniogórskich Zakładach Farmaceutycznych i Fabryce Maszyn Papierniczych w Cieplicach.
W grudniu 1944 poślubił Elżbietę Kostihównę. Został pochowany w Jeleniej Górze.

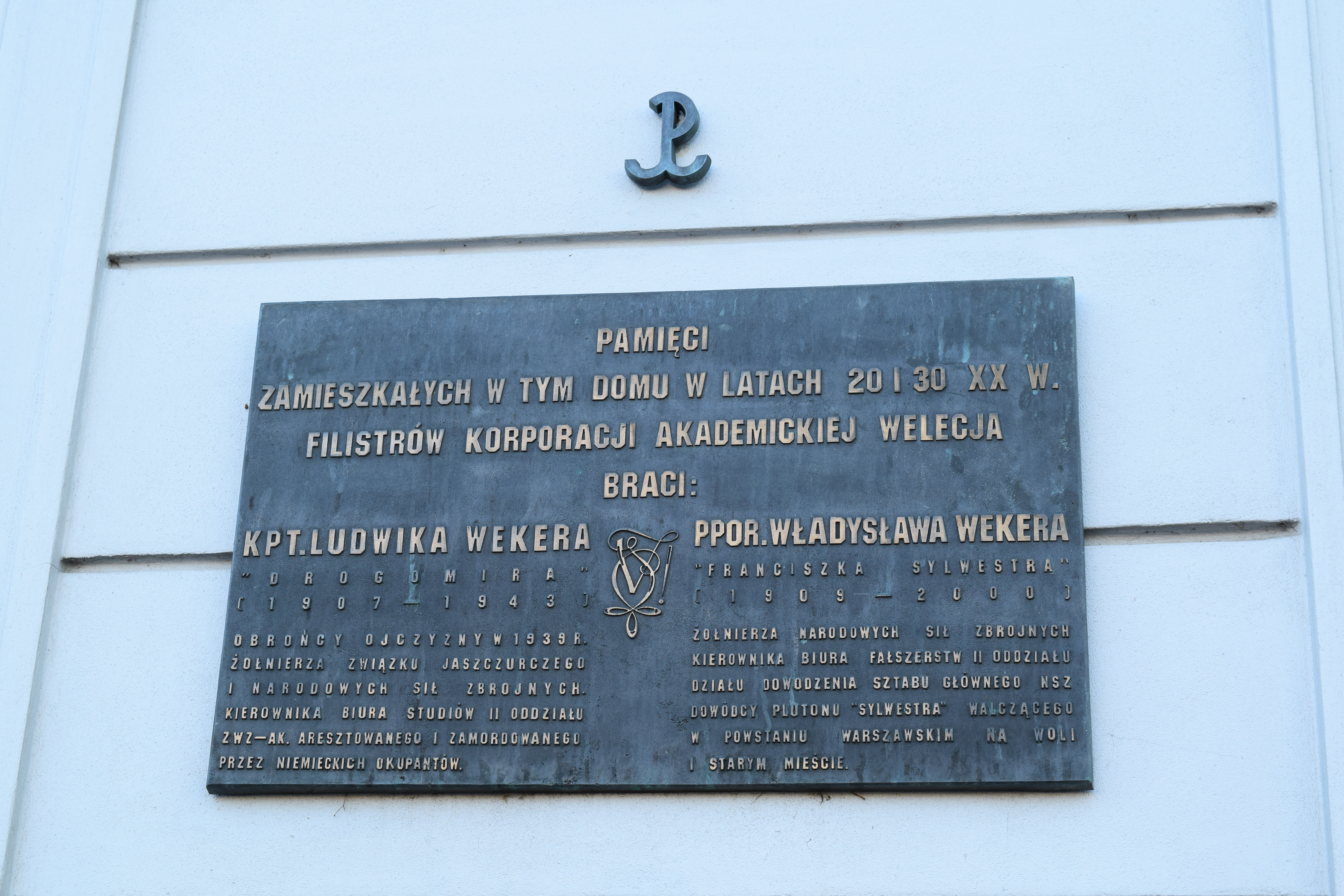
Tablica pamiątkowa na budynku przy ulicy Filtrowej 59/61 w Warszawie (adres obecny), poświęcona pamięci Władysława Wekera

Pośmiertnie, postanowieniem z 30 stycznia 2009 został przez prezydenta Lecha Kaczyńskiego „za wybitne zasługi dla niepodległości Rzeczypospolitej Polskiej” odznaczony Krzyżem Komandorskim Orderu Odrodzenia Polski. Był też odznaczony Krzyżem Walecznych i Warszawskim Krzyżem Powstańczym.
W Warszawie, na domu przy ul. Filtrowej 61 znajduje się tablica poświęcona jemu i jego bratu Ludwikowi, również filistrowi i żołnierzowi NSZ, zamordowanemu w 1943.